# Bali Ram Bhagat
Bali Ram Bhagat, född 7 oktober 1922 i Patna i Bihar, död 2 januari 2011 i Delhi, var en indisk politiker (INC), och talman i Lok Sabha 1976–1977 (efter att Dhillon avsagt sig). Han bedrev högre studier i Patna, och tog en masters-examen i ekonomi. 
Bhagat var partimedlem från 1939, invald i det provisoriska indiska parlamentet 1950. Därefter ledamot i Lok Sabha från första sessionen 1951 fram till valet 1977. Han var biträdande finansminister och biträdande utrikesminister innan han utsågs till ordinarie minister för utrikeshandel respektive minister för stål och tung industri. Efter att ha försvunnit ur Lok Sabha vid Kongresspartiets katastrofval 1977, i efterdyningarna av Indira Gandhis undantagstillstånd, återvände han till församlingen 1980 och stannade kvar till 1989. Han var även utrikesminister 1985–1986 i Rajiv Gandhis regering. 
I februari 1993 utnämndes Bhagat till guvernör i Himachal Pradesh, men stannade där bara i fyra månader innan han blev guvernör i Rajasthan, på vilket uppdrag han stannade till 1998. På posten som talman i Lok Sabha gjorde han sig känd för att vara nitisk, och värna om församlingens parlamentariska integritet.